# Pero maculicosta
Pero maculicosta là một loài bướm đêm trong họ Geometridae.